# Franz Girstmayr
Franz Girstmayr (* 31. März 1849 in Leitersdorf bei Marburg, heute Kosaki, Stadtgemeinde Maribor; † 22. Dezember 1918 ebenda) war ein österreichischer Politiker (Deutsche Volkspartei). Er war Abgeordneter zum Abgeordnetenhaus des Österreichischen Reichsrats, Abgeordneter zum Steiermärkischen Landtag.

## Leben
Girstmayr wurde als Sohn des Marburger Gasthofbesitzers geboren, arbeitete als Landwirt und betrieb ein Weingut. In den Jahren 1900 bis 1902 war er Mitglied des Gemeinderats von Marburg an der Drau (heute Maribor) und von 1892 bis 1917 Vorstandsmitglied der Stadtsparkasse Maribor.
Er war auch Mitglied des Reichsrates, wo er bei den Wahlen von 1897 für die Stadtkurien in der Steiermark, den Bezirken Leibnitz, Ehrenhausen, Straß antrat. In der Wahlperiode 1897–1901 wird er als Franz Girstmayr, Immobilienbesitzer, Wohnung Maribor, aufgeführt.
Girstmayr starb auf tragische Weise im Dezember 1918, als er in seinem Haus in Leitersberg von Soldaten erschossen wurde. Die Mörder hatten von Girstmayr Zigaretten verlangt, die er als Nichtraucher nicht besaß. Anschließend tötete ihn einer der beiden mit zwei Schüssen. Die Tat hatte kein nationalistisches, sondern ein kriminelles Motiv.